# Шан де Лок
Шан де Лок (фр. Champs-de-Losque) насеље је и општина у северној Француској у региону Доња Нормандија, у департману Манш која припада префектури Сен Ло.
По подацима из 2011. године у општини је живело 192 становника, а густина насељености је износила 20,62 становника/km². Општина се простире на површини од 9,31 km². Налази се на средњој надморској висини од 15 метара (максималној 35 m, а минималној 0 m).

## Демографија
| 1962. | 1968. | 1975. | 1982. | 1990. | 1999. | 2011. |
| ----- | ----- | ----- | ----- | ----- | ----- | ----- |
| 263   | 272   | 200   | 209   | 195   | 205   | 192   |

График промене броја становника у току последњих година